# Eualthe laevigata
Eualthe laevigata är en insektsart som beskrevs av Leon Fairmaire. Eualthe laevigata ingår i släktet Eualthe och familjen hornstritar. Inga underarter finns listade i Catalogue of Life.